# 大井神社 (水戸市)

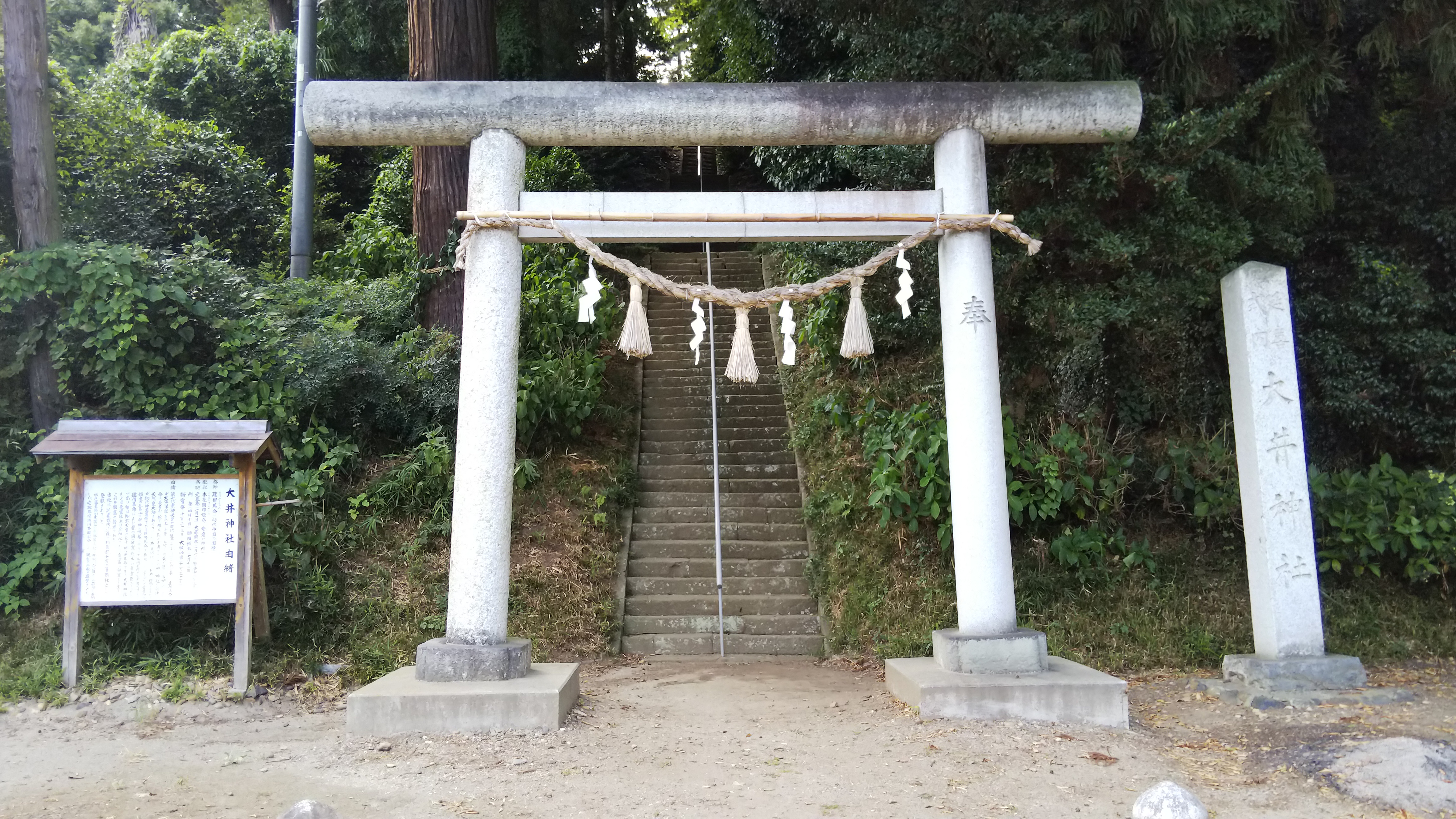
鳥居

大井神社（おおいじんじゃ）は、茨城県水戸市にある神社。式内社論社で、旧社格は村社。

## 祭神
主祭神
- 建借馬命 （たけかしまのみこと） - 初代仲国造。

配祀神
- 木花開耶姫命 （このはなさくやひめのみこと） - 境内社の本殿への合祀による。

### 祭神について
祭神の建借馬命について、『国造本紀』（『先代旧事本紀』第10巻）では、伊予国造と同祖で、成務天皇の御世に初代仲国造（なかのくにのみやつこ）に任じられたとある。また『常陸国風土記』では「建借間命」として、崇神天皇の時代に東国の賊を討伐した説話を載せる。
仲国造はのちの常陸国東部（当地を含む周辺）を治めたとされる国造で、『古事記』に神八井耳命がその祖であると記されている。そして明治の『大日本神名辞書』では、建借馬命を神八井耳命の後裔とし、夷賊退治の功により仲国造に任じられたとする。
現在に残るものとしては水戸市愛宕町の前方後円墳・愛宕山古墳（北緯36度23分47.04秒 東経140度27分5.95秒 / 北緯36.3964000度 東経140.4516528度）があり、仲国造のつながりが深いとされ、年代から建借馬命の墓とする説がある。また社名「おおい」や地名「飯富」の語源について、建借馬命の出身が神八井耳命を祖とする意富臣（おふのおみ）であることによるとも伝えられる。
なお、度会延佳の『神名帳考証』では、祭神を神八井耳命とする。また「借馬（かしま）」という祭神名から、鹿島・香取の分社とする説もある。
茨城県神社庁大井神社のページでは、「祭神(建借馬命)は、仲国造の祖。奈良時代以前からの古社で有力な郡領宇治部氏の奉斎とされている」とある。

## 歴史

### 創建
社伝によると、第10代崇神天皇の御世に、皇子・豊城入彦命の命を奉じて建借馬命が当地に至った。そして長者山に館を構え、北東の当地に神社を建てて天照大神を祀ったのが創祀という。
その後奈良時代には、那賀郡（那珂郡）の郡領・宇治部氏が建借馬命を奉斎したという。

### 概史
平安時代中期の『延喜式神名帳』では「常陸国那賀郡 大井神社」と記載され、式内社に列している。ただし、笠間市の大井神社も式内社の論社とされている。承平年間（931年-938年）、平繁盛と意富臣の族の松本家秀が大宮司を務めたという。
応永末年には兵火で社殿を焼失、永正年間（1504年-1521年）に再建したが、天正16年（1588年）の兵火で類焼した。
江戸時代、寛文8年（1668年）に徳川光圀の命で社殿を修営した。そのときの社名は「香取大明神」であったが、寛政年間（1789年-1801年）に元の「大井神社」に復した。安政年間（1854年-1859年）、徳川斉昭の命で現在の拝殿が造営された。
明治に入り、近代社格制度では村社に列した。

## 境内

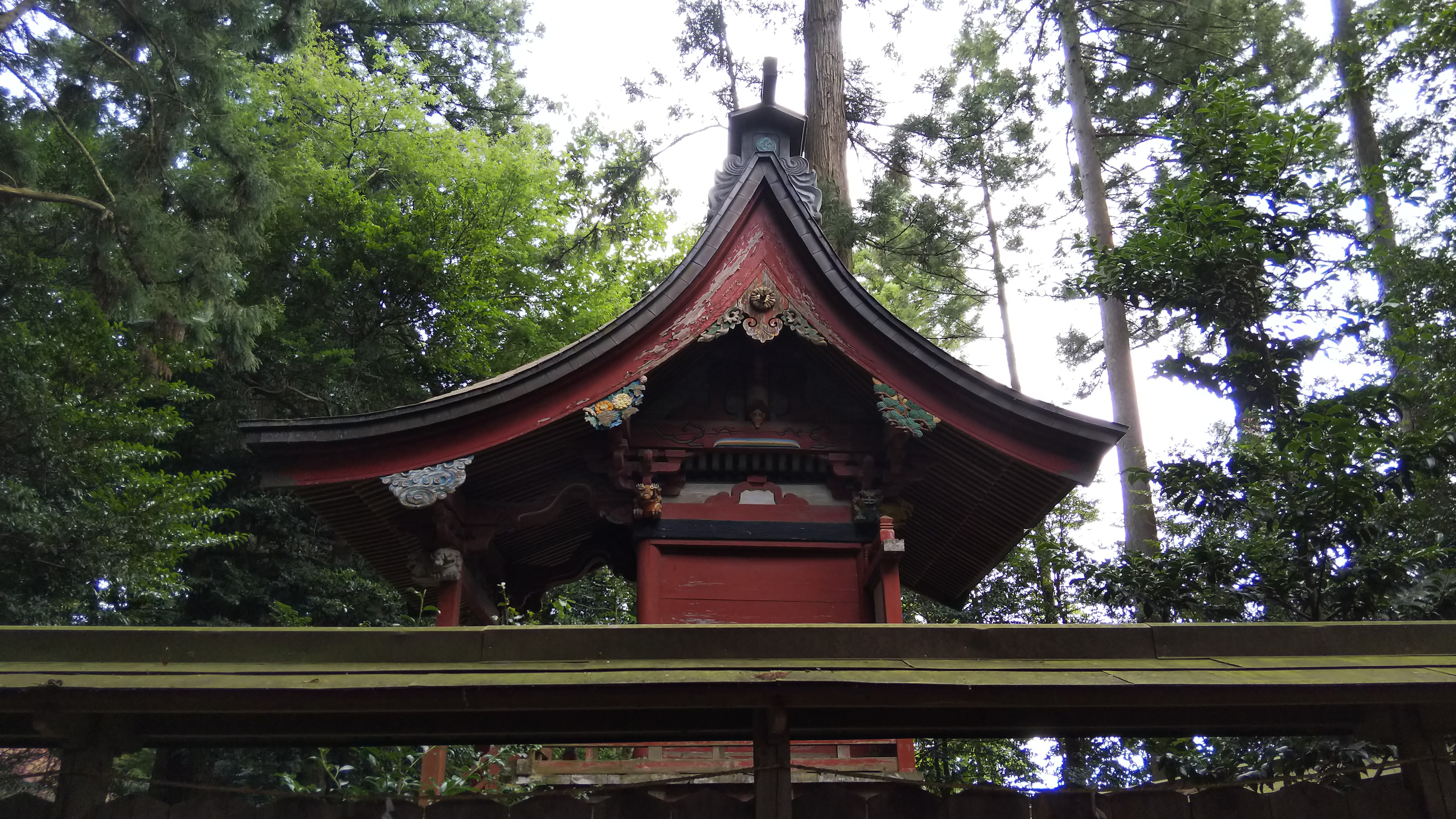
本殿
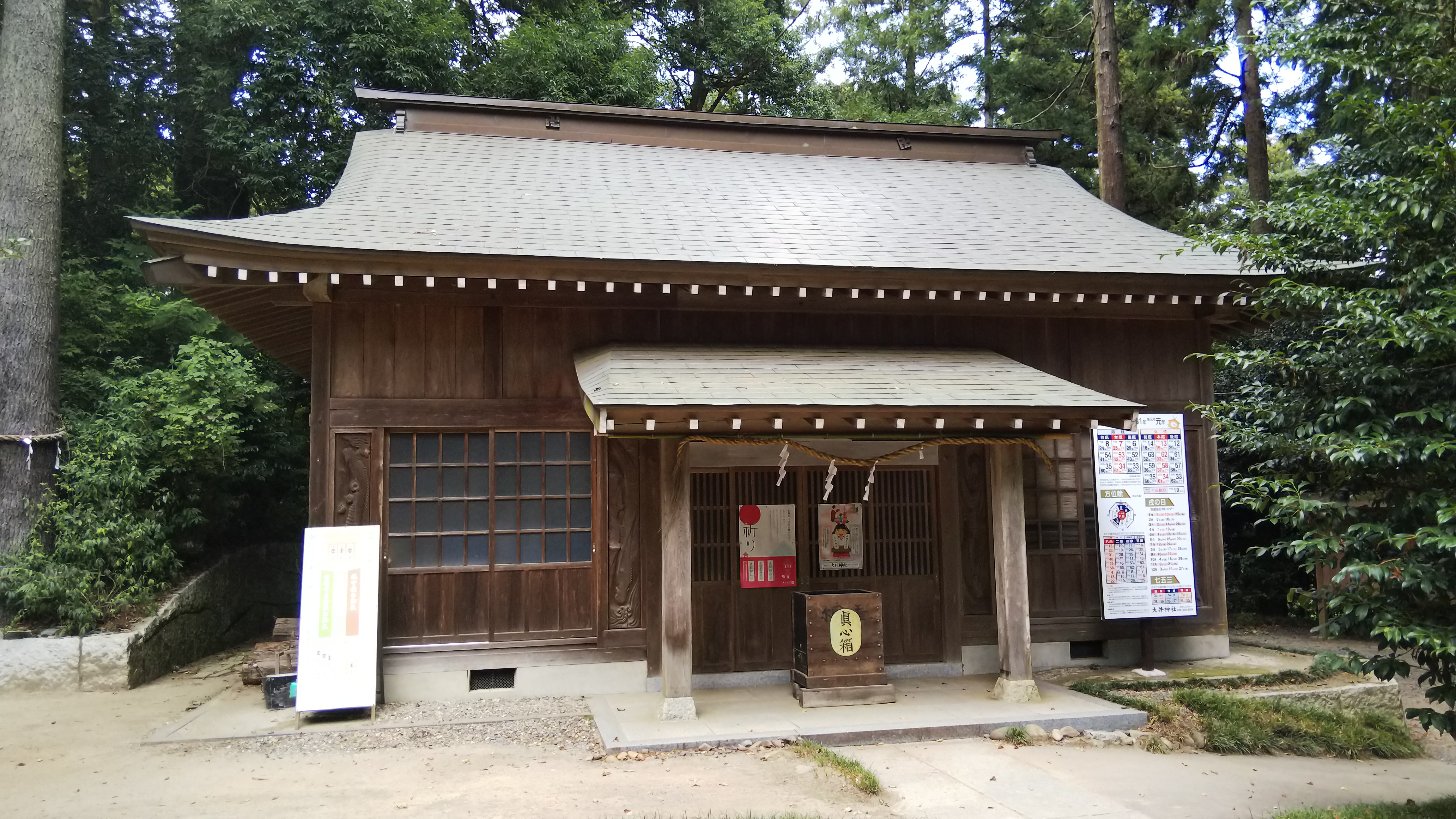
位牌殿
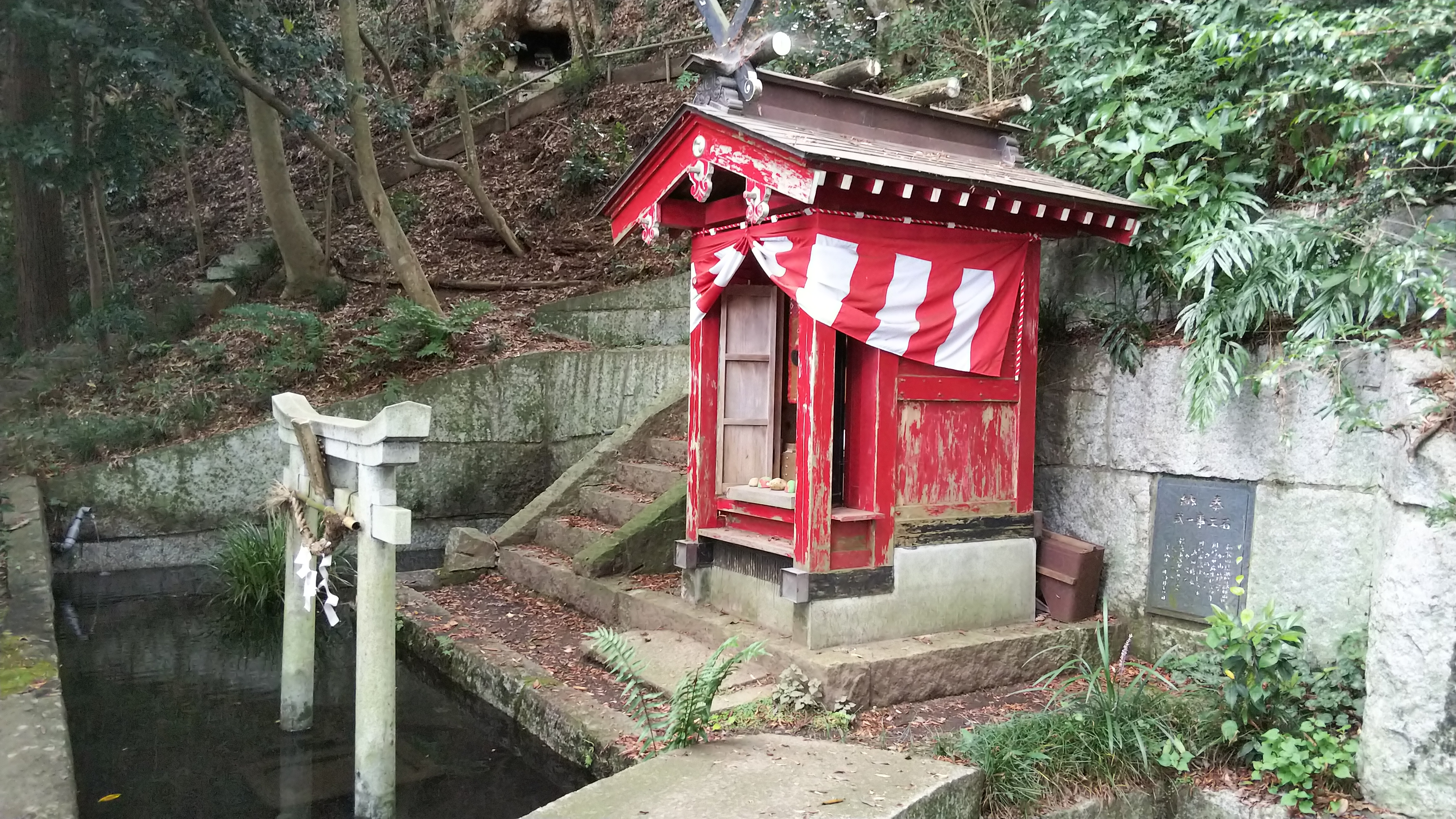
意富比弁天巽神社
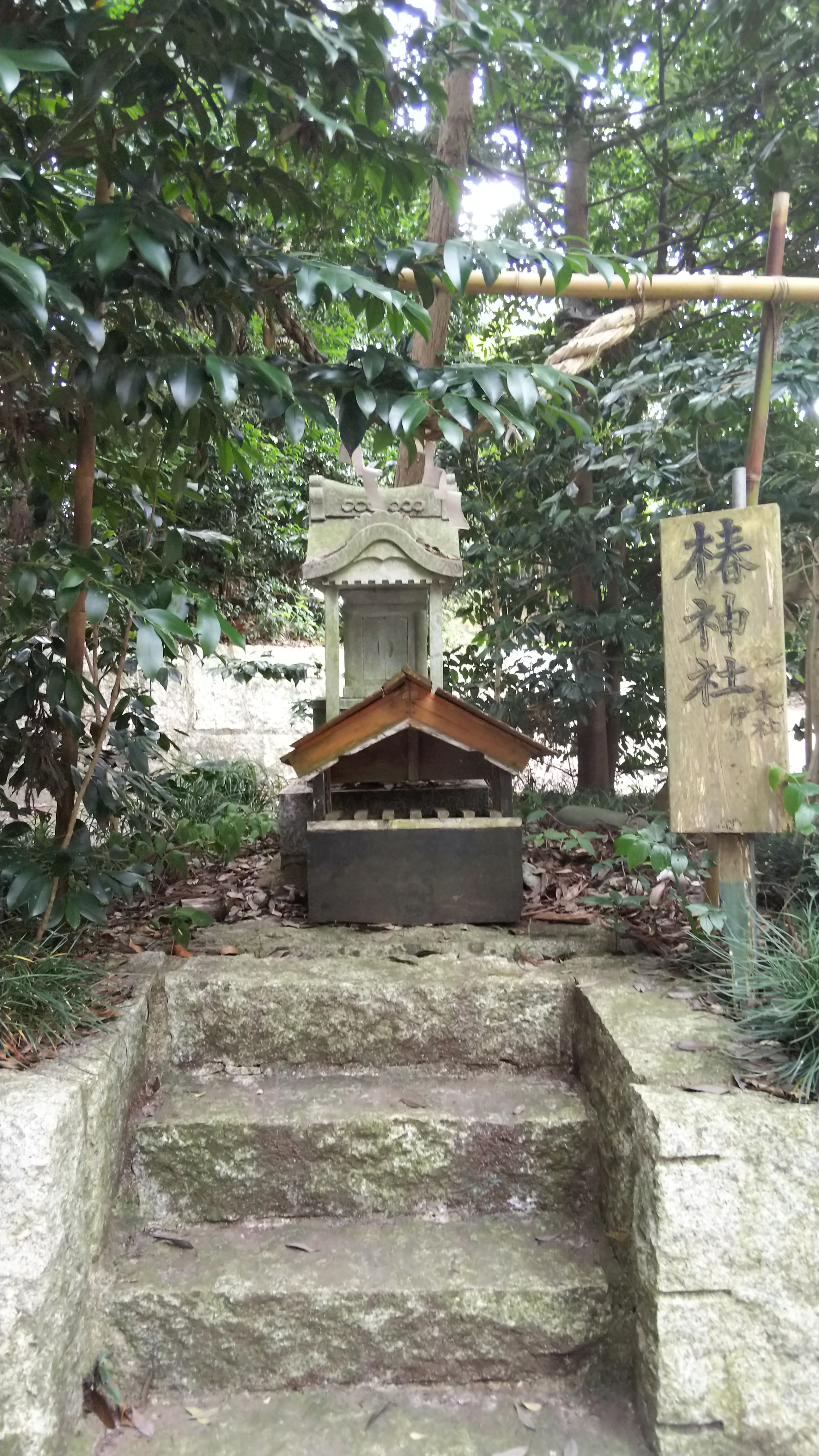
椿神社

## 祭事
- 元旦祭 （1月1日）[10]
- 大扉開祭 （1月7日）
- 節分祭 （2月3日）
- 例祭 （4月10日）
- 御田植祭 （7月14日）
- 新嘗祭 （11月23日）
- 大祓神事 （12月31日）

## 現地情報
所在地
- 茨城県水戸市飯富町3475

交通アクセス
- 東日本旅客鉄道（JR東日本）常磐線 水戸駅から
  - バス：茨城交通バス（石塚行）で「大井神社前」バス停下車